# Bird
Bird er en irsk-engelske sangerinde og cellist, Janie Price.
Bird udsendte i 2004 debuten The Insides på et uafhængigt selskab i England.
I 2007 optrådte hun som en del af Kenneth Bagers 51-mand store liveshow Bang Bang – A Space Cabaret på Roskilde festivalen.
Bird har med sin cello tidligere været på turné med Vanessa Mae og medvirket på Just Jacks album Overtones fra 2007. 
Hendes andet album, Girl And A Cello, udkom i 2009. Politiken gav albummet 3/6 hjerter og kommenterede med "Celloen redder ikke ujævn popplade". Singlen "Some Boys" er et remake af The Smiths-klassikeren "Some Girls Are Bigger Than Others" og er blevet til med Morrissey's velsignelse.[kilde mangler] Albummet er indspillet udelukkende med en cello samt Bird's vokal.

## Diskografi
- 2004 The Insides
- 2009 Girl And A Cello
- 2015 Figments Of Our Imagination